# Dieter Oßwald

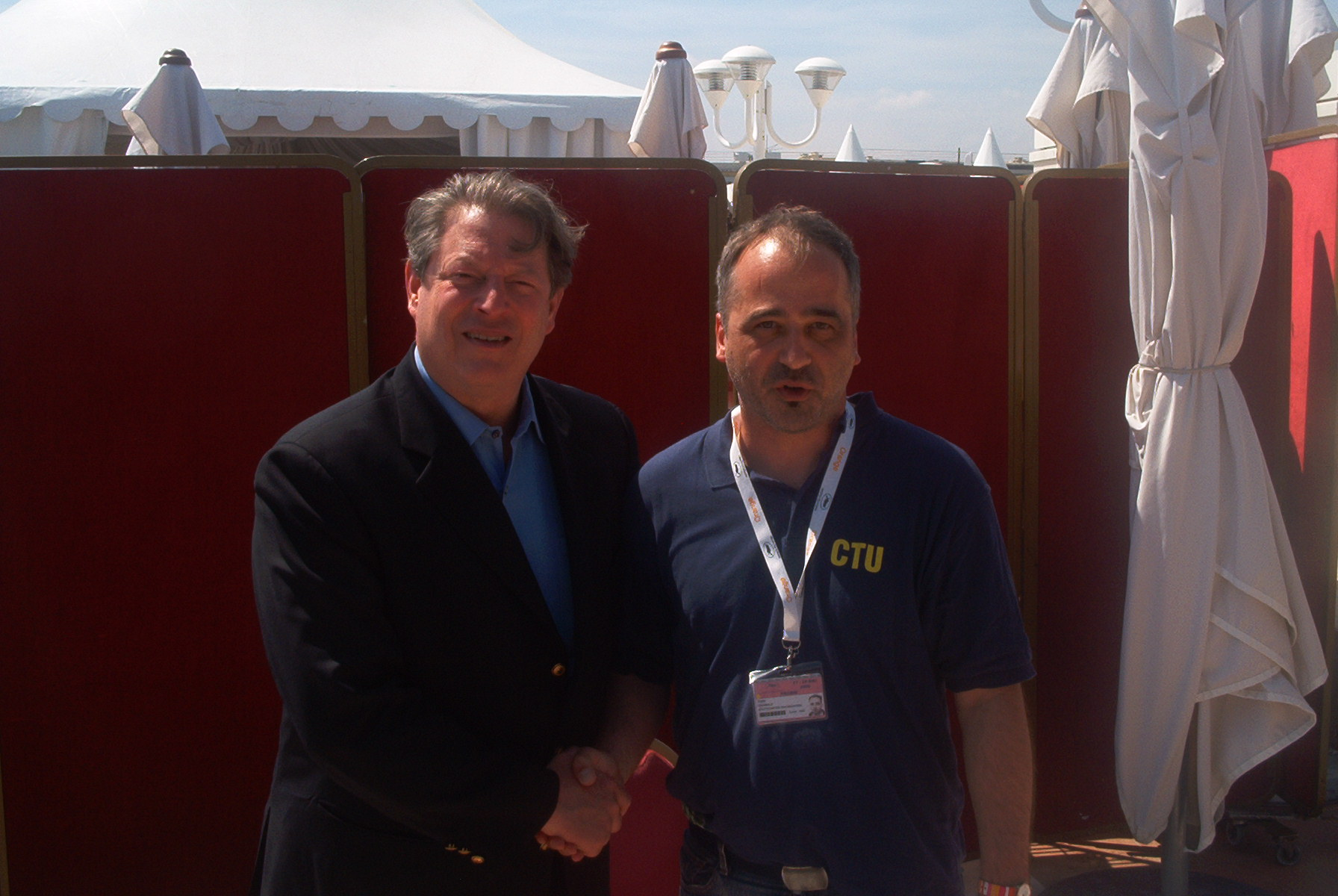
Al Gore und Dieter Oßwald beim Interview in Cannes

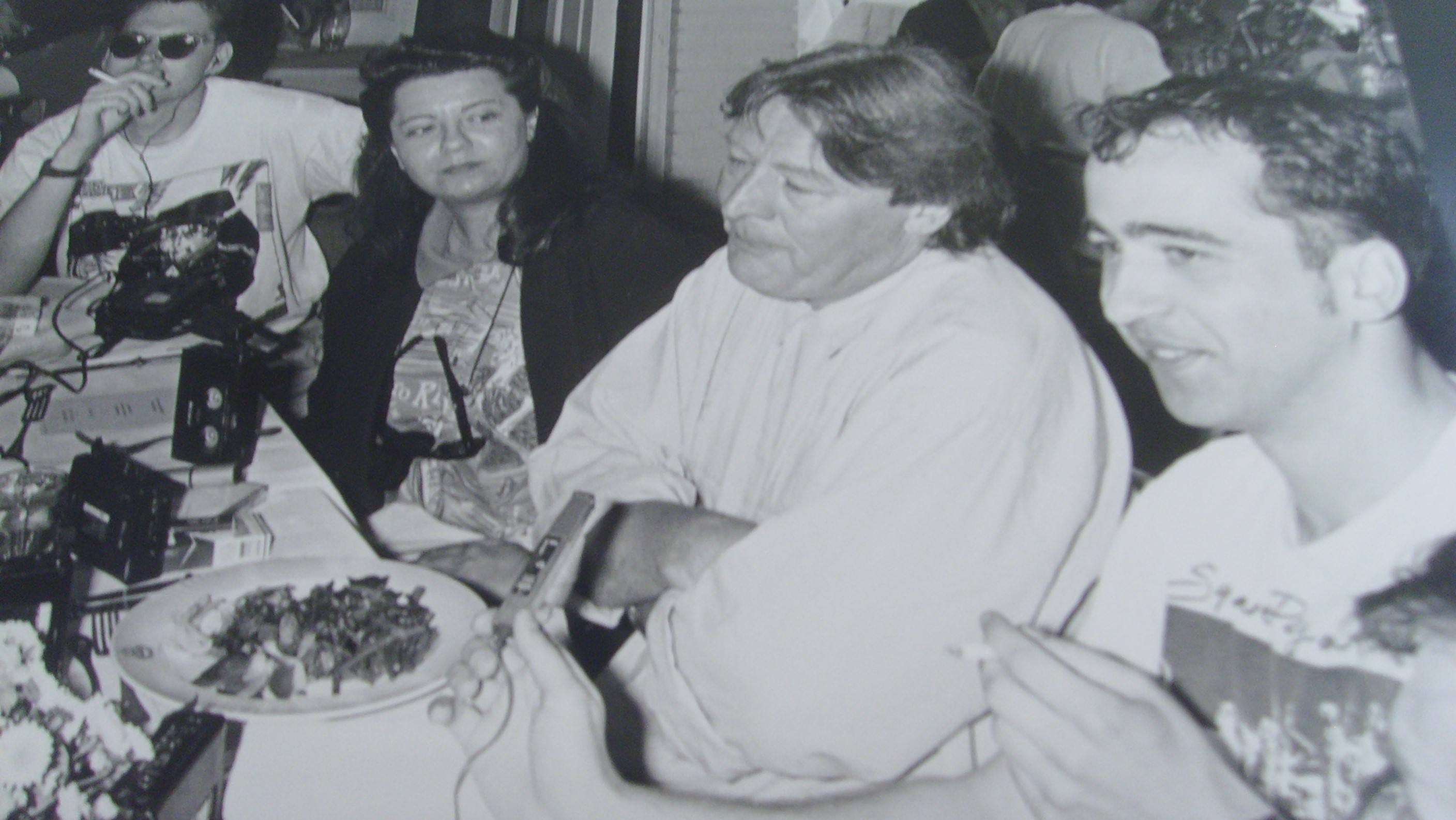
Alan Parker und Dieter Oßwald beim Interview in Cannes

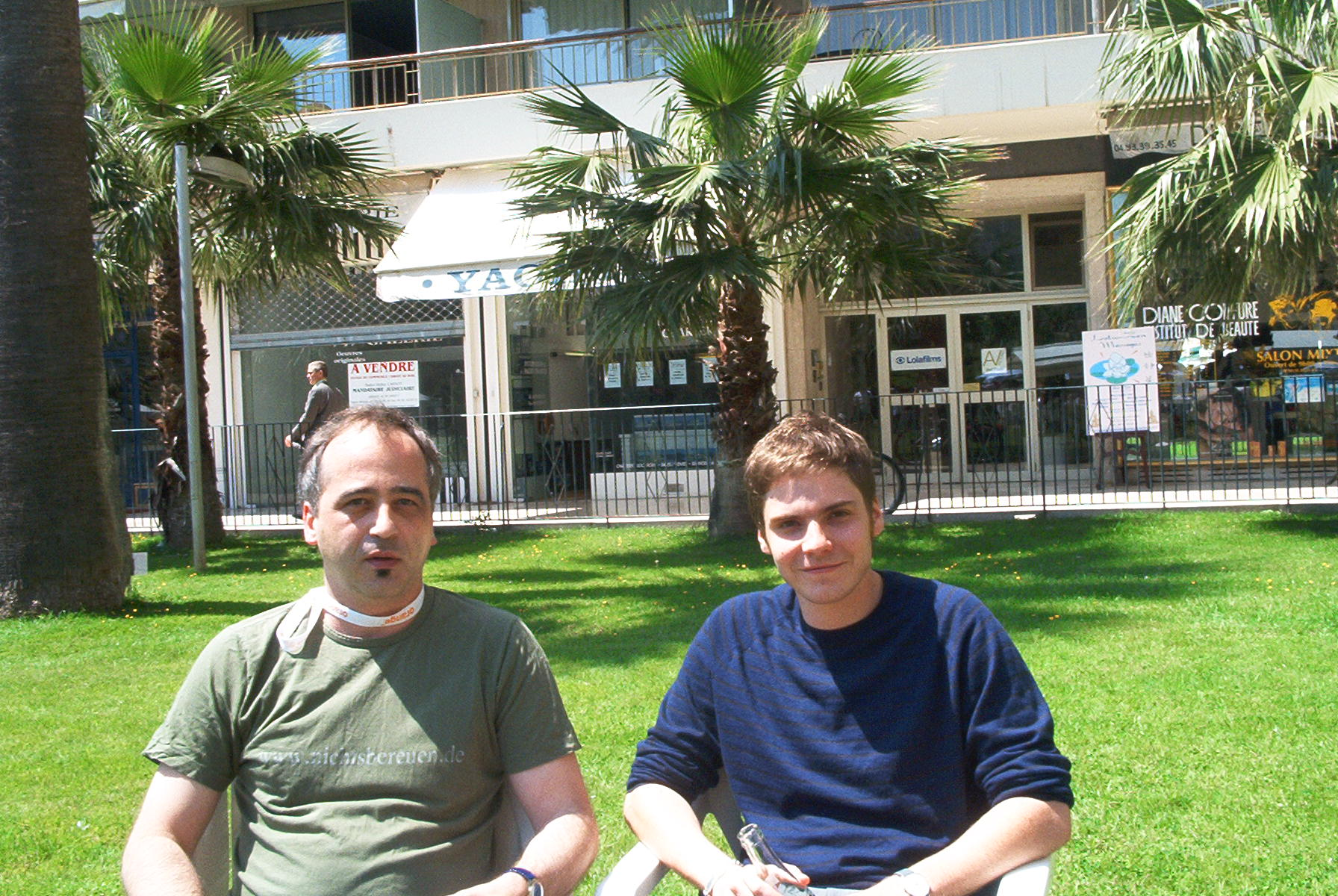
Daniel Brühl und Dieter Oßwald beim Interview in Cannes

Dieter Oßwald (* 20. Jahrhundert) ist ein deutscher Journalist und Filmkritiker.

## Leben
Dieter Oßwald studierte Empirische Kulturwissenschaft und Politikwissenschaft in Tübingen, Berlin und Wien. Seine Magisterarbeit bei Hermann Bausinger schrieb er zum Thema Zum kulturellen Diskurs der Christlich-Demokratischen Union seit 1969.
Während der Studienzeit schrieb er Filmkritiken, Festival-Berichte und führte Interviews für regionale Tageszeitungen, Stadtmagazine und Fachzeitschriften. Seit 1984 berichtet er über die Berlinale, seit 1986 über das Festival de Cannes. Unter anderem schreibt er für Stuttgarter Nachrichten, Waz, Oxmox, Cicero, Galore, Unicum, Ray-Magazin, Filmecho/Filmwoche, Programmkino.de, Neue Zürcher Zeitung.
„Die lustigsten der über 1000 Interviews führt er mit Loriot, der Witwe von Kubrick und Jochen Laube“ heißt es im Katalog der Filmschau Baden-Württemberg, in deren Spielfilm-Jury er 2018 gemeinsam mit Drehbuchautorin Nicole Armbruster und Regisseur Rudi Gaul den Tatort: Anne und der Tod zum Sieger kürte. Das Spektrum der Interviews mit Regisseuren reicht von Pedro Almodovar bis Wim Wenders, von Werner Herzog über Steven Spielberg und Terry Gilliam bis Maren Ade. Zu den Schauspiel-Interviews gehören Gespräche mit Leonardo DiCaprio, Michelle Pfeiffer, Harrison Ford, George Clooney, Diane Krüger, Sophia Loren, Michael Douglas oder Catherine Deneuve. 
Neben Interviews mit Filmschaffenden führt Dieter Oßwald Gespräche mit Politikern wie US-Vizepräsident Al Gore, Boris Palmer oder Kevin Kühnert, Sportlern wie Dirk Nowitzki, und Wladimir Klitschko Musikern wie Dave Gahan, George Michael, Cro (Rapper) oder Dieter Thomas Kuhn, dem Schlafforscher Albrecht Vorster, den Cartoonisten Hauck & Bauer oder dem Simpsons-Erfinder Matt Groening.